# Męczenino
Męczenino – wieś sołecka w Polsce położona w województwie mazowieckim, w powiecie płockim, w gminie Radzanowo.
| SIMC    | Nazwa                  | Rodzaj    |
| ------- | ---------------------- | --------- |
| 0573724 | Męczeninek             | część wsi |
| 0573730 | Nowa Wieś-Działkowicze | część wsi |

W latach 1975–1998 miejscowość administracyjnie należała do województwa płockiego.